# Pneumatopteris glabra
Pneumatopteris glabra är en kärrbräkenväxtart som först beskrevs av Edwin Bingham Copeland, och fick sitt nu gällande namn av Holtt. Pneumatopteris glabra ingår i släktet Pneumatopteris och familjen Thelypteridaceae. Inga underarter finns listade.